# Alexander von Reitzenstein
Alexander Ernst Carl Heinrich Freiherr von Reitzenstein (* 15. Mai 1904 in Scheinfeld; † 16. April 1986 in Eggstätt) war ein deutscher Kunsthistoriker und Waffenkundler. Von 1965 bis 1969 war er Direktor des Bayerischen Armeemuseums.

## Leben
Alexander Freiherr von Reitzenstein entstammt dem fränkischen Adelsgeschlecht derer von Reitzenstein. Er wurde 1904 als Sohn eines ehemaligen Amtsgerichtsrates und dessen Frau im mittelfränkischen Scheinfeld geboren. Ab 1924 studierte er Kunstgeschichte in Berlin, Würzburg und München. 1928 wurde er bei Wilhelm Pinder an der Universität München mit der Dissertation Das Clemensgrab im Dom zu Bamberg zum Dr. phil. (summa cum laude) promoviert. Die Arbeit erschien ein Jahr später im Münchner Jahrbuch der bildenden Kunst. Nach seinem Studium volontierte er in den Staatlichen Kunstsammlungen in München und in der Kunstdenkmälerinventarisation des Bayerischen Landesamtes für Denkmalpflege.
1936 wurde er durch Hans Stöcklein als Hauptkonservator an das Bayerische Armeemuseum geholt, wo er unter dessen Nachfolger Georg Gilardone bis 1945 tätig war. Ab 1940 wurde das Museum durch die Wehrmacht verwaltet, wodurch er Heeresbeamter wurde. Nach Entlassung aus der Kriegsgefangenschaft übernahm er 1947 die Verwaltung des durch die alliierte Militärverwaltung geschlossenen Armeemuseums. 1949 wurde es zunächst als Abteilung „Bayerisches Armeemuseum“ dem Bayerischen Nationalmuseum in München angeschlossen. Von Reitzenstein verantwortete vor allem die Konservierung von Beständen. Von 1965 bis 1969 war er Direktor des Bayerischen Armeemuseums, dessen Neugründung 1963 beschlossen wurde. 1967 hatte er maßgeblichen Anteil an der Neugründung des Vereins der Freunde. Ende der 1960er Jahre erfolgte der Umzug des Museums nach Ingolstadt, wobei Alexander von Reitzenstein von seinem Nachfolger Peter Jaeckel unterstützt wurde.
Alexander von Reitzenstein beschäftigte sich mit historischer Landes- und Waffenkunde; sein besonderes Interesse galt dem Harnisch. Der Kunsthistoriker Lorenz Seelig bezeichnete ihn als Waffenspezialisten. 1959 verantwortete er die Wiederbelebung der Fachzeitschrift Waffen- und Kostümkunde, die er fortan mit der Kunsthistorikerin Margarete Braun-Ronsdorf redigierte. Von 1959 bis 1980 war er zuständiger Redakteur für den waffenkundlichen Teil und bis 1986 Berater der Zeitschrift. Er war u. a. Autor des Reallexikons zur Deutschen Kunstgeschichte und der Neuen Deutschen Biographie sowie Mitarbeiter der Buchreihe Die Kunstdenkmäler von Bayern.
Im Jahre 1971 erhielt er den Bayerischen Verdienstorden.
Alexander von Reitzenstein, katholisch, war verheiratet.

## Schriften (Auswahl)
- Ottheinrich von der Pfalz. Angelsachsen-Verlag, Bremen u. a. 1938.
- Franken. Prestel, München 1953. (5. durchgesehene und erweiterte Auflage 1971)
- Frühe Geschichte rund um München. Prestel, München 1956.
- Deutsche Baukunst. Die Geschichte ihrer Stile (= Reclams Universal-Bibliothek. Nr. 7838/7840). Reclam, Stuttgart 1956. (6. Auflage 1981)
- Reclams Kunstführer. Band 1: Bayern (= Reclams Universalbibliothek. 8055/8072). Reclam, Stuttgart 1957. (9. neu bearbeitete und erweiterte Auflage 1983: Bayern Nord und Bayern Süd)
- Der Main (= Deutsche Lande, deutsche Kunst). Aufnahmen von Leo Gundermann, Deutscher Kunstverlag, München u. a. 1960.
- Bamberg (= Große Kunstführer. Bd. 32). Schnell & Steiner, München u. a. 1960. (6. Auflage 1979)
- Deutsche Plastik der Früh- und Hochgotik (= Die blauen Bücher). Aufnahmen von Helga Schmidt-Glassner, Langewiesche, Königstein 1962.
- Altbaierische Städte. Prestel, München 1963.
- Der Waffenschmied. Vom Handwerk der Schwertschmiede, Plattner und Büchsenmacher (= Bilder aus deutscher Vergangenheit. Bd. 23). Prestel, München 1964.
- Ingolstadt. Hrsg. vom Freundeskreis des Bayerischen Nationalmuseums, Callwey, München 1967.
- Die alte bairische Stadt. In den Modellen des Drechslermeisters Jakob Sandtner, gefertigt in den Jahren 1568–1574 im Auftrag Herzog Albrechts V. von Bayern. Hrsg. vom Freundeskreis des Bayerischen Nationalmuseums, Callwey, München 1967.
- Rittertum und Ritterschaft (= Bilder aus der deutschen Vergangenheit. Bd. 32). Prestel, München 1972, ISBN 3-7913-0032-6.
- Die Geschichte des Bamberger Domes von den Anfängen bis zur Vollendung im 13. Jahrhundert. Prestel, München 1984, ISBN 3-7913-0666-9.
- Der Weg der deutschen Plastik vom frühen bis zum späten Mittelalter. H. v. Reitzenstein, Eggstätt 1994.